# Tony Maggs
Anthony Francis O'Connell "Tony" Maggs (Pretoria, Južnoafrička Republika, 9. veljače 1937. – Caledon, Western Cape, Južnoafrička Republika, 2. lipnja 2009.) je bivši južnoafrički vozač automobilističkih utrka.

## Rezultati u Formuli 1
| Sezona | Momčad              | Šasija           | Motor             | Utrke | Pobjede | Podiji | Bodovi | Plasman |
| ------ | ------------------- | ---------------- | ----------------- | ----- | ------- | ------ | ------ | ------- |
| 1961.  | Louise Bryden-Brown | Lotus 18         | Climax Straight-4 | 2     | 0       | 0      | 0      | —       |
| 1962.  | Cooper Car Company  | Cooper T55 / T60 | Climax L4 / V8    | 9     | 0       | 2      | 13     | 7.      |